# Robesonia
Robesonia è una borough degli Stati Uniti d'America, nella contea di Berks nello Stato della Pennsylvania. Secondo il censimento del 2000 la popolazione è di 2.036 abitanti.

## Società

### Evoluzione demografica
| borough di Robesonia Popolazione |       |
| 2000                             | 2.036 |
| Stima al 2009                    | 2.060 |